# 谷衛広
谷 衛広（たに もりひろ）は、丹波国山家藩の第3代藩主。

## 生涯
谷衛利（第2代藩主・谷衛政の長男）の長男。母は谷衛成（衛政の兄）の娘。弟に旗本・高城貞胤がいる。官位は従五位下、出羽守。
承応元年（1652年）、父・衛利が死去したため嫡孫となる。寛文2年（1662年）、祖父・衛政が65歳で死去したため、翌年にその跡を継いだ。元禄2年（1689年）、46歳で死去し、跡を次男の衛憑が継いだ。

## 系譜
- 父：谷衛利（1614年 - 1652年）
- 母：谷衛成の娘
- 正室：小出吉重の娘
- 生母不明の子女
  - 長男：谷衛純
  - 次男：谷衛憑（1674年 - 1754年）
  - 女子：市 - 有馬則維正室（筑後国久留米藩主）
  - 女子：酒井忠貫正室（大身旗本）